# 美国海军陆战队格斗术

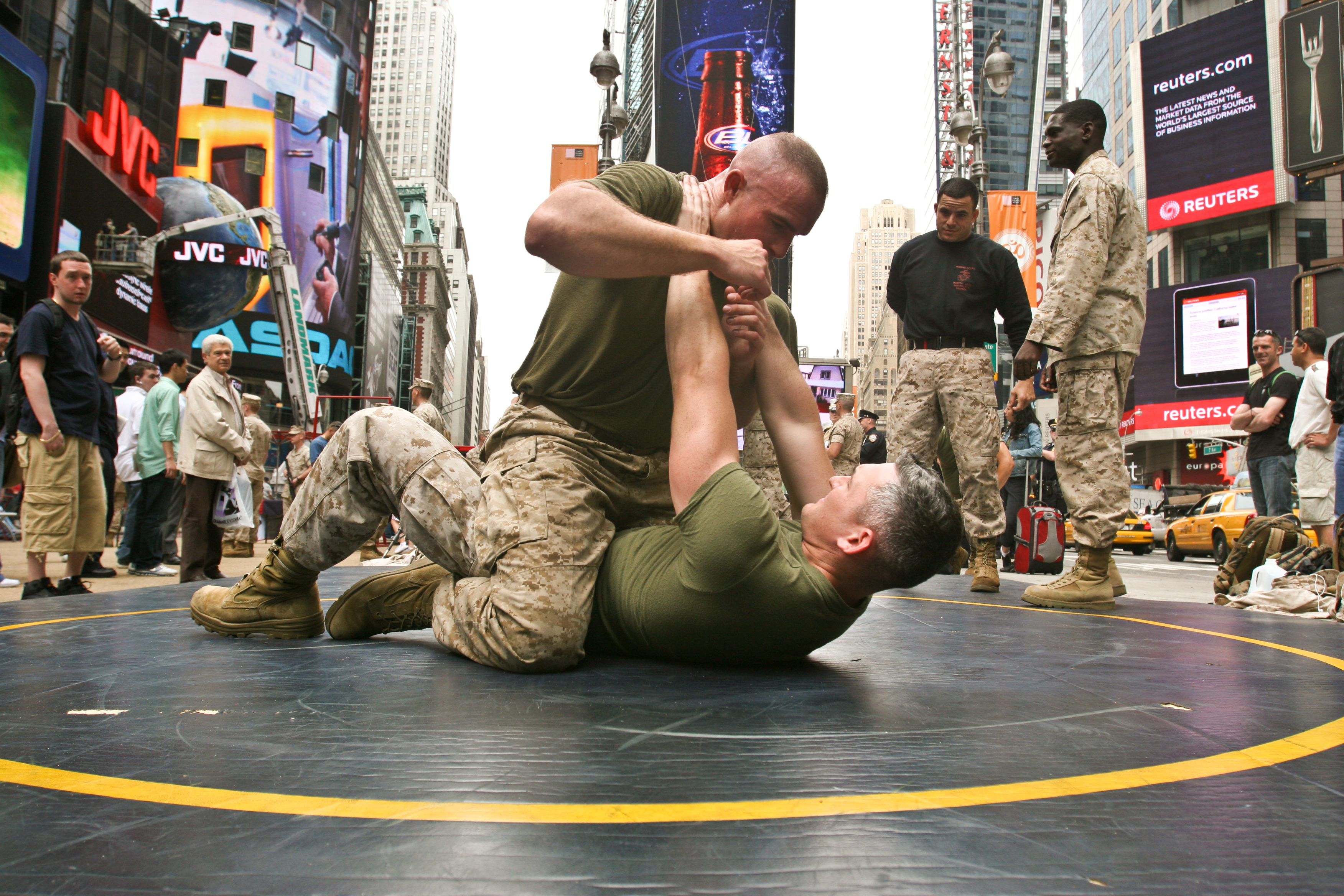
美国海军陆战队格斗术

美国海军陆战队格斗术是美国海军陆战队於2001年推出的格鬥訓練，它将肉搏和近身距離作戰相结合，  目的是训练海军陆战队员徒手格斗、使用刃器以及刺刀的技术。